# Erik Jern
Erik Jern, född 22 november 1904 i Gävle, död 25 mars 1949 i Göteborg, var en svensk ingenjör. 
Jern, som var son till fabrikör Emil Alfred Jern och Maria Ulrika Mattsson, avlade studentexamen i Gävle 1923 och utexaminerades från Kungliga Tekniska högskolans avdelning för maskinbyggnad och mekanisk teknologi 1928. Han företog en studieresa till USA som nämnda högskolas stipendiat 1934. Han var konstruktör vid J. & C.G. Bolinders Mekaniska Verkstads AB i Stockholm 1928–1930, blev konstruktör vid AB Volvo i Göteborg från 1930 och var chefskonstruktör för personvagnar vid sistnämnda företag från 1943 till sin död. Han var huvudansvarig för utvecklandet av Volvo PV 444 men arbetade huvudsakligen med konstruktionen av Volvo B4B motor. Han ligger begravd på Örgryte gamla kyrkogård.